# Pselaphochernes balcanicus
Espèce
Pselaphochernes balcanicus est une espèce de pseudoscorpions de la famille des Chernetidae.

## Distribution
Cette espèce se rencontre en Bulgarie et en Turquie.

## Étymologie
Son nom d'espèce lui a été donné en référence au lieu de sa découverte, les Balkans.

## Publication originale
- Beier, 1932 : Pseudoscorpionidea II. Subord. C. Cheliferinea. Tierreich, vol. 58, p. 1-294.